# Castellero
Castellero est une commune italienne de la province d'Asti, dans la région Piémont.

## Administration
| Période                                  | Période | Identité       | Étiquette    | Qualité |
| ---------------------------------------- | ------- | -------------- | ------------ | ------- |
| 2009                                     | 2014    | Roberto Campia | Lista civica | Maire   |
| 2014                                     |         | Roberto Campia | Lista civica | Maire   |
| Les données manquantes sont à compléter. |         |                |              |         |

### Communes limitrophes
Baldichieri d'Asti, Monale, Villafranca d'Asti